# Inteligentny budynek

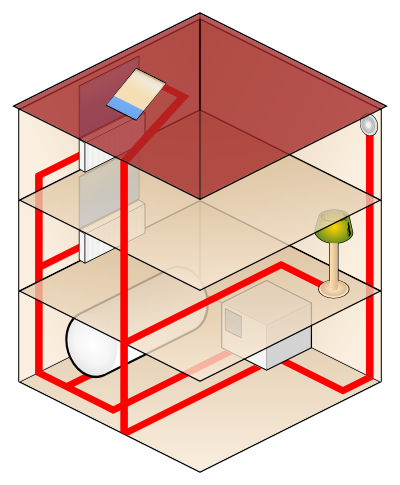
Przykładowy schemat inteligentnego budynku

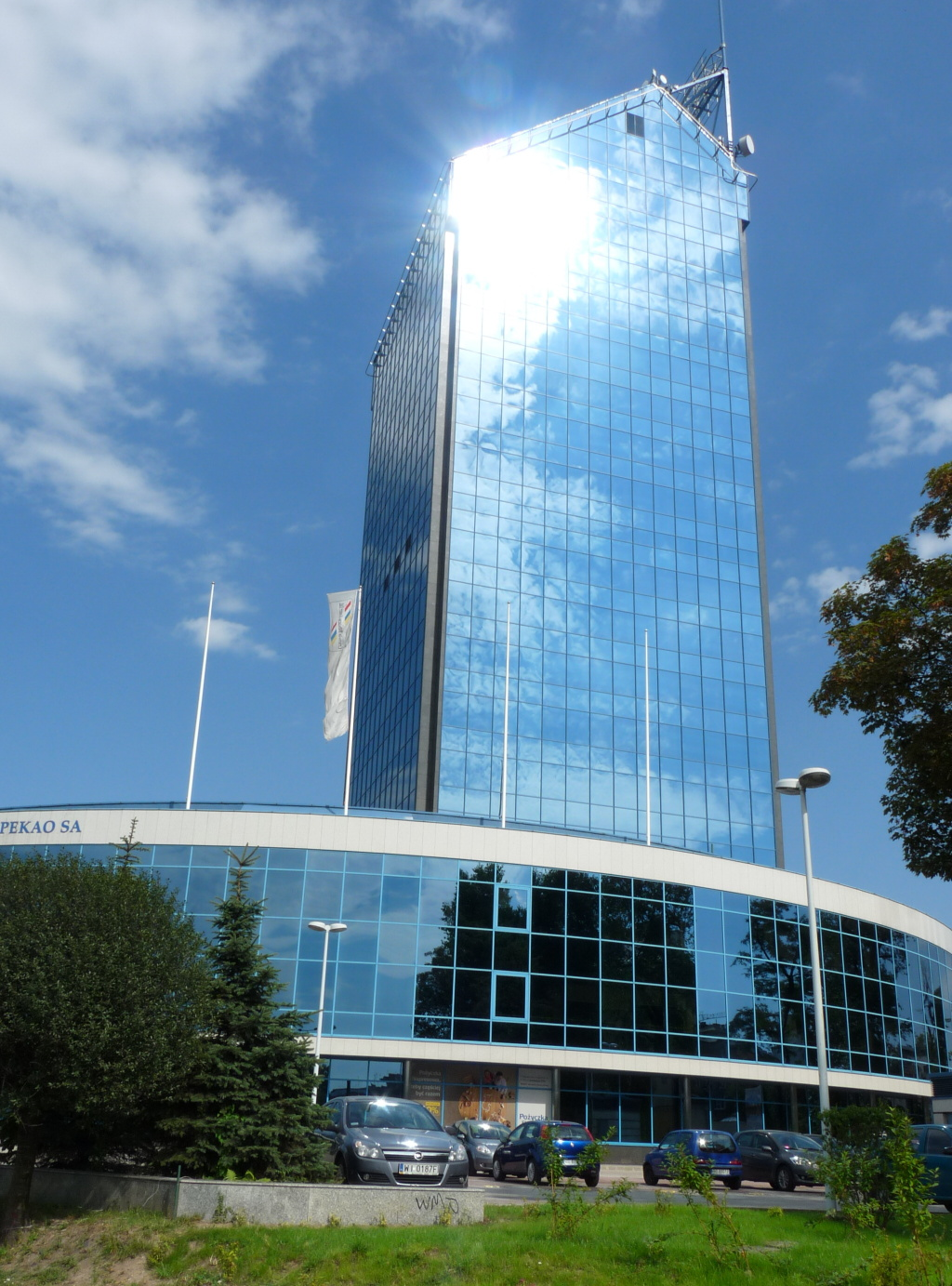
Krakowski Błękitek

Inteligentny budynek, inteligentny dom – określenie wysoko zaawansowanego technicznie budynku.
Inteligentny budynek posiada system czujników i detektorów oraz jeden, zintegrowany system zarządzania wszystkimi znajdującymi się w budynku instalacjami. Dzięki informacjom pochodzącym z różnych elementów systemu, budynek może reagować na zmiany środowiska wewnątrz i na zewnątrz, co prowadzi do maksymalizacji funkcjonalności, komfortu i bezpieczeństwa, minimalizacji kosztów eksploatacji i modernizacji oraz ograniczenia emisji szkodliwych zanieczyszczeń. System inteligentnego budynku nie powinien wpływać negatywnie na ludzi znajdujących się w jego środowisku.

## Historia
Pomysł inteligentnego budynku i systemu zarządzania budynkiem sięga korzeniami sektora przemysłowego Stanów Zjednoczonych lat 70. i wywodzi się z systemów kontroli produkcji zautomatyzowanej i optymalizacji środowiska rozwoju roślin. Technologie i rozwiązania, jakie zostały wymyślone w tej dziedzinie do końca 1980 roku, pozwoliły na konstruowanie systemów zarządzania budynkiem do zastosowań prywatnych, a przede wszystkim biurowych.

## System zarządzania budynkiem
System zarządzania budynkiem znajduje głównie zastosowanie w budynkach biurowych, przemysłowych i instytucji. Polem działania tego systemu jest integracja, kontrola, monitorowanie, optymalizacja i raportowanie takich elementów jak:
- sieć teleinformatyczna,
- sterowanie oświetleniem wewnętrznym i zewnętrznym w zależności od stanu obecności osób w pomieszczeniach oraz ruchu, w oparciu o natężenie światła itp.,
- sterowanie ogrzewaniem osobnych pomieszczeń,
- sterowanie wentylacją, klimatyzacją i filtracją w oparciu o parametry jakości powietrza, tj. zawartość dwutlenku węgla i wilgotność,
- symulacja obecności,
- ochrona bytu i mienia,
- system alarmowy i monitoring,
- system przeciwpożarowy,
- system kontroli dostępu,
- system zasilania UPS,
- system pogodowy,
- system zarządzania produkcją i magazynowaniem energii odnawialnej z własnych mikroźródeł,
- obsługa urządzeń audio-video i innych codziennego użytku,
- złożony system personalizacji,
- system sterowania oddymianiem pożarowym, sterowanie i monitorowanie klap przeciwpożarowych.

### Sterowanie ogrzewaniem
Przykładem zastosowania może być reakcja systemu na zbyt niską temperaturę w danym pomieszczeniu, polegająca na podgrzaniu powietrza tylko i wyłącznie w tym konkretnym pomieszczeniu. System może działać także odwrotnie, tzn. w przypadku zbyt wysokiej temperatury w pomieszczeniu może podjąć kroki mające na celu jej obniżenie do odpowiedniej wartości.
Reakcja systemu w przeciwieństwie do klasycznych rozwiązań nastąpi tylko wtedy, gdy w pomieszczeniu się ktoś znajduje.
Jeśli budynek jest wyposażony w system identyfikacji, to reakcja systemu ogrzewania/klimatyzacji następuje w momencie wejścia lub wyjścia użytkownika z budynku.

### Symulacja obecności
Popularnym sposobem wykorzystania systemu inteligentnego domu jest symulacja obecności domowników polegająca na załączaniu i wyłączaniu oświetlenia w konkretnych pomieszczeniach oraz, przykładowo, na odtwarzaniu muzyki. Aby urealnić taką symulację można stosować moduł inteligentnego głośnika – dzięki niemu można odtwarzać dźwięki nagrane przez domowników w czasie ich nieobecności w domu oraz dodawać nowe poprzez serwer www. Inne systemy potrafią wykorzystywać do tego celu większość zintegrowanych z nimi urządzeń, jak np. telewizor i telefon, czy też całych podsystemów, jak np. zintegrowany system pogodowy wykorzystywany w tym przypadku do symulacji uchylania okien itp. Taka symulacja ma docelowo zapobiegać włamaniom i kradzieżom. Przy czym system inteligentnego budynku zapamiętuje przyzwyczajenia użytkowników i na ich podstawie symuluje ich obecność. Nie ma więc schematu, który jest odtwarzany dzień w dzień.

### System alarmowy i monitoringu
Dzięki zintegrowaniu szerokiej gamy czujników i detektorów takich, jak chociażby detektor ruchu, możliwa jest reakcja systemu na próby włamania, jak np. stłuczenie szyby w oknie, przekroczenie wyznaczonej linii czy wdarcie się intruza przez otwarte okno. Przykładem takiej reakcji może być automatyczne poinformowanie policji o zaistniałych okolicznościach, uruchomienie syren alarmowych mających odstraszyć intruza i zwrócić uwagę ew. przechodniów. Przez cały ten czas działa system monitoringu złożony z szeregu kamer i czujników. System ten rejestruje wydarzenia zachodzące na terenie budynku, co może się przydać np. policji, ale również czynnie wspomaga system alarmowy.
W przypadku inteligentnego domu każdy czujnik może być wykorzystany przez pozostałe elementy systemu.
Czujnik otwarcia okna zadziała jako alarmowy jeśli w obiekcie jest załączony system alarmowy, ale wyłączy ogrzewanie lub klimatyzację jeśli okno zostanie otwarte przy nie włączonym systemie alarmowym.
Czujka ruchu załączy alarm jeśli system alarmowy obiektu jest w stanie czuwania, a w czasie gdy system ten nie jest załączony, może sterować oświetleniem, ogrzewaniem lub klimatyzacją.

### System przeciwpożarowy
Zadaniem tego podsystemu jest czynna ochrona budynku i jego użytkowników na wypadek pożaru. Składa się z dwóch zasadniczych części: sieci czujników dymu i temperatury oraz bezpośredniej sieci przeciwpożarowej, czyli wszelkiego rodzaju spryskiwaczy (np. tryskaczy lub zraszaczy). Bez dobrej współpracy tych dwóch podstawowych elementów niemożliwa byłaby skuteczna walka systemu z pożarem. Jego działanie opiera się na wczesnym wykryciu miejsca powstania pożaru i uruchomienie w danym pomieszczeniu urządzeń gaśniczych, ale przede wszystkim system taki zapobiega rozprzestrzenianiu się ognia na inne pomieszczenia. W wypadku silnego wybuchu taki system staje się bezradny i zwykle zostaje uszkodzony, lecz nie może to wpływać na jego pracę w pomieszczeniach, gdzie wybuch nie wyrządził szkód. System ten składa się z dwóch zasadniczych części: wykrywającej (detekcyjnej) i sterującej – przy czym nie muszą one stanowić spójnej części jednego urządzenia. W obecnie projektowanych systemach część detekcyjną realizuje centrala pożarowa, a część sterującą wyspecjalizowane systemy i centrale zewnętrzne.
Dodatkowo w inteligentnym budynku zostaną załączone komunikaty słowne o zdarzeniu i informujące o sposobie ewakuacji, wysłane odpowiednie SMS-y i e-maile. Podniesione zostaną rolety lub żaluzje, ułatwiając w ten sposób ewakuację z budynku.
Zostanie odcięty też gaz.

### System kontroli dostępu
Ten podsystem zastosowanie znajduje głównie w biurowcach i instytucjach. Jego podstawą może być albo złożony system personalizacji, albo system czytników kart magnetycznych, bądź chipowych. W tym pierwszym przypadku, o ile sam system personalizacji jest złożony, o tyle sprawa wygląda prosto, a mianowicie w przypadku, gdy np. do jakiegoś pomieszczenia mają dostęp osoby zarządzające budynkiem, system rozpoznawania osób informuje system kontroli dostępu kim jest osoba chcąca otworzyć drzwi, a jeśli nie jest to osoba z kręgu osób zarządzających budynkiem, to nie zostanie jej zwolniona blokada drzwi. W przypadku drugim system, na podstawie informacji zawartych na karcie, sprawdza kim jest dana osoba i czy ma ona dostęp do danego pomieszczenia – jeśli nie, to system naturalnie nie zwalnia blokady drzwi.
Dodatkowo w inteligentnym budynku zostaną załączone odpowiednie kamery rejestrujące osoby przekraczające newralgiczne miejsca.
Inteligentny budynek na podstawie informacji z tego systemu może zarządzać ogrzewaniem i klimatyzacją oraz oświetleniem.

### System pogodowy
System wyposażony w czujniki pogodowe może podjąć decyzję o zamknięciu okien na wypadek deszczu czy przejściu na niezależne zasilanie podczas burzy. Bardzo popularne jest również sterowanie ogrzewaniem w oparciu o krzywą grzewczą (pomiar temperatury zewnętrznej i na tej podstawie regulacja pracy grzejników) oraz sterowanie oświetleniem na podstawie pomiaru natężenia oświetlenia (najlepiej zrealizować poprzez pomiar luksów wewnątrz budynku). Do większości popularnych systemów poprzez moduły wejść analogowych (np. w sieci LonWorks Echelon AI10) lub podobne można dołączyć standardowe czujki dostępne w hipermarketach, których wartości przekładane są na wewnętrzne zmienne sieciowe.
Inteligentny budynek potrafi również pobierać dane pogodowe z Internetu i na ich podstawie sterować ogrzewaniem i klimatyzacją.

### Złożony system personalizacji
Dodatkowo inteligentny budynek, aby zasłużyć w pełni na to określenie, powinien dostosowywać się do każdego spośród jego użytkowników z osobna. Ta swoista personalizacja jest realizowana za pomocą podsystemu adaptatywnego uczenia się lub bezpośredniego zaprogramowania systemu przez jego operatora uwzględniając potrzeby i oczekiwania konkretnego użytkownika. Przykładowo, gdy system stwierdzi (m.in. za pomocą czujnika ruchu), iż użytkownik przebywający w danym pomieszczeniu śpi, wygasza w tym pomieszczeniu światło. Inaczej może być dla użytkownika X, który woli spać przy zapalonym świetle, więc system pozostawia w tym pomieszczeniu światło zapalone lub lekko przyciemnione. Nie wszystkie systemy inteligentnego budynku dysponują możliwością personalizacji swoich reakcji, gdyż wiąże się to ze zintegrowaniem wzrostem komplikacji systemu. Główną barierą jest cena systemu kamer i rozpoznawania osób.

## Rozwiązania techniczne
Inteligentny budynek zwykle łączy wiele mniejszych systemów o ograniczonym zasięgu i wąskich domenach funkcjonalnych w jeden większy, wielodomenowy. Do najpopularniejszych podsystemów należą:
- system HVAC (ang. Heating, Ventilation, Air Conditioning),
- system komunikacji między elementami platformy (do najpopularniejszych należą: BACnet oraz LonWorks),
- system oświetlenia (wykorzystuje się m.in. system DALI),
- system urządzeń i sensorów bezprzewodowych (tzw. budynkowy internet rzeczy, ang. building IoT), wykorzystuje się m.in. standardy ZigBee, Z-Wave oraz Bluetooth Low Energy,
- kamery i czujniki obecności,
- systemy dostępu i bezpieczeństwa fizycznego (bramki, drzwi, obszary chronione).